# Pio Campa
Pio Campa (*1881, Florencia, Italia-†1964) fue un actor italiano de teatro y cine.

## Biografía
Se inició en 1907 con Irma Gramatica y Flavio Andò y en la compañía de Ruggero Ruggeri donde permaneció hasta 1917.
En 1919, funda con su mujer, la actriz Wanda Capodaglio la compañía Palmarini-Campa-Capodaglio llevando a escena obras de Jacinto Benavente, Giovacchino Forzano, Henry-René Lenormand, Anton Chéjov, etc
Participó en cine en varias películas y fue director de la Academia Nacional de Santa Cecilia.

## Filmografía[2]
- Paradiso (1932)
- La fanciulla dell'altro mondo (1934)
- Fiordalisi d'oro (1935)
- Ma non è una cosa seria (1936)
- Non ti conosco più (1936)
- I promessi sposi (1941)
- Gelosia (1942)
- Harlem (1943)
- L'isola di Montecristo (1948)
- Una lettera al'alba(1949)
- La tua donna (1955)